# بنويك (كامبريدجشير)
بنويك (بالإنجليزية: Benwick)‏ هي قرية و أبرشية مدنية تقع في المملكة المتحدة في إنجلترا. يقدر عدد سكانها بـ 860 نسمة .